# العلاقات الكندية الكولومبية
العلاقات الكندية الكولومبية هي العلاقات الثنائية التي تجمع بين كندا وكولومبيا.

## مقارنة بين البلدين
هذه مقارنة عامة ومرجعية للدولتين:
| وجه المقارنة                                              | كندا                     | كولومبيا        |
| --------------------------------------------------------- | ------------------------ | --------------- |
| المساحة (كم2)                                             | 9.98 مليون               | 1.14 مليون      |
| عدد السكان (نسمة)                                         | 35.70 مليون              | 49.07 مليون     |
| الكثافة السكانية (ن./كم²)                                 | 3.58                     | 43.04           |
| العاصمة                                                   | أوتاوا                   | بوغوتا          |
| اللغة الرسمية                                             | لغة إنجليزية، لغة فرنسية | اللغة الإسبانية |
| العملة                                                    | دولار كندي               | بيزو كولومبي    |
| الناتج المحلي الإجمالي (بليون دولار)                      | 1.65 تريليون             | 309.19 مليار    |
| الناتج المحلي الإجمالي (تعادل القوة الشرائية) بليون دولار | 1.59 تريليون             | 724.96 مليار    |
| الناتج المحلي الإجمالي الاسمي للفرد دولار أمريكي          | 43.25 ألف                | 7.60 ألف        |
| الناتج المحلي الإجمالي للفرد دولار أمريكي                 | 45.07 ألف                | 13.36 ألف       |
| مؤشر التنمية البشرية                                      | 0.913                    | 0.720           |
| رمز المكالمات الدولي                                      | +1                       | +57             |
| رمز الإنترنت                                              | .ca                      | .co             |
| المنطقة الزمنية                                           |                          | 00              |

## مدن متوأمة
في ما يلي قائمة باتفاقيات التوأمة بين مدن كندية وكولومبية:
- ترتبط مونتريال مع كالي باتفاقية توأمة منذ 1970.
- ترتبط فانكوفر مع كالي باتفاقية توأمة منذ 1977.

## منظمات دولية مشتركة
يشترك البلدان في عضوية مجموعة من المنظمات الدولية، منها:
| علم المنظمة | اسم المنظمة                               | تاريخ انضمام كندا | تاريخ انضمام كولومبيا |
| ----------- | ----------------------------------------- | ----------------- | --------------------- |
|             | المنظمة الهيدروغرافية الدولية             | ?                 | ?                     |
|             | مؤسسة التنمية الدولية                     | 24 سبتمبر 1960    | 16 يونيو 1961         |
|             | حلف شمال الأطلسي                          | 4 أبريل 1949      | ?                     |
|             | يونسكو                                    | 4 نوفمبر 1946     | 31 أكتوبر 1947        |
|             | بنك التنمية الكاريبي ‏                     | ?                 | ?                     |
|             | مؤسسة التمويل الدولية                     | 20 يوليو 1956     | 20 يوليو 1956         |
|             | منظمة الشرطة الجنائية الدولية             | ?                 | ?                     |
|             | منظمة التجارة العالمية                    | ?                 | ?                     |
|             | الاتحاد الدولي للاتصالات                  | 1 يوليو 1908      | 25 أغسطس 1914         |
|             | المركز الدولي لتسوية المنازعات الاستشارية | 1 ديسمبر 2013     | 14 أغسطس 1997         |
|             | منظمة حظر الأسلحة الكيميائية              | ?                 | ?                     |
|             | الأمم المتحدة                             | 9 نوفمبر 1945     | 5 نوفمبر 1945         |
|             | وكالة ضمان الاستثمار متعدد الأطراف        | 12 أبريل 1988     | 30 نوفمبر 1995        |
|             | البنك الدولي للإنشاء والتعمير             | 27 ديسمبر 1945    | 24 ديسمبر 1946        |
|             | الاتحاد البريدي العالمي                   | ?                 | ?                     |
|             | الفريق المعني برصد الأرض                  | ?                 | ?                     |

## أعلام
هذه قائمة لبعض الشخصيات التي تربطها علاقات بالبلدين:
- أنتوني أوسوريو (لاعب كرة قدم كندي، 13 أبريل 1994 – )
- جوناثان أوسوريو (12 يونيو 1992[21] – )
- فالين شينيي (12 مايو 2001 – )
- فلورا مارتينيز (ممثلة كندية، 1 نوفمبر 1977 – )
- نيكولاس أوسوريو (لاعب كرة قدم كندي، 20 يناير 1998[22] – )

## وصلات خارجية
- موقع وزارة الخارجية الكندية